# Stephen Gostkowski
Stephen Carroll Gostkowski (* 28. Januar 1984 in Baton Rouge, Louisiana) ist ein US-amerikanischer American-Football-Spieler auf der Position des Kickers. Er spielte 2020 für die Tennessee Titans in der National Football League (NFL). Von 2006 bis 2019 stand er bei den New England Patriots unter Vertrag, mit denen er dreimal den Super Bowl gewann. Seine Spitznamen sind „Beaver“ und „Gotti“.

## Karriere
Gostkowski besuchte die University of Memphis und hält dort den Schulrekord mit den meisten Punkten.
Er wurde 2006 in der vierten Runde als 118. Spieler insgesamt von den New England Patriots gedraftet. Vor der Saison trainierte er mit Martin Gramatica zusammen, den die Patriots aufgrund des Verlustes von Adam Vinatieri als Free Agent unter Vertrag nahmen. Gramatica wurde jedoch entlassen und Gostkowski startete in die Saison. Er erwies sich als sehr guter Kicker und konnte unter anderem ein 52-Yard-Field Goal – das längste, das bis dahin im Gillette Stadium geschossen wurde – erzielen. In der zweiten Runde der Play-offs 2006 gegen die San Diego Chargers schoss er als erst vierter Rookie überhaupt ein spielentscheidendes Field Goal.
2007 konnte er alle 74 Extrapunkte bei seinen Versuchen erzielen und brach somit den Rekord von Uwe von Schamann aus dem Jahr 1984, der lediglich 66 Punkte bei 70 Versuchen nach einem Touchdown in einer Saison erzielen konnte. Außerdem konnte er 137 Punkte erzielen, nur einen Punkt weniger als der Wide Receiver Randy Moss, der in diesem Jahr 23 Touchdowns fing.
Beim Eröffnungsspiel der NFL-Saison 2015 gegen die Pittsburgh Steelers verwandelte Gostkowski den ersten 33-Yards-Extrapunkt der NFL-Historie, nachdem der Extrapunkt zur neuen Spielzeit um 14 Yards zurückverlegt worden war. Im Spiel gegen die Jacksonville Jaguars gelang ihm sein 423. Extrapunkt in Folge, womit er den NFL-Rekord brach. Diesen baute er bis auf 523 erfolgreiche Versuche in Folge aus, bis diese Serie am 24. Januar 2016 im AFC Championship Game gegen die Denver Broncos brach.
Beim Spiel gegen die Oakland Raiders im Aztekenstadion am 19. November 2017 erzielte Gostkowski ein Field-Goal über eine Distanz von 62 Yards und brach damit sowohl seinen persönlichen, als auch den Franchise-Rekord für das längste jemals erzielte Field Goal in der Geschichte der Patriots. Unterstützt wurde er dabei von der Höhenlage in Mexiko-Stadt (2310 m ü. M.), die Bälle weiter fliegen lässt.
2019 verschoss Gostkowski ein Field Goal und vier Extrapunkte in den ersten vier Spielen, ehe er verletzungsbedingt für die restliche Saison ausfiel. Nach der Saison wurde er am 23. März 2020 entlassen.
Am 3. September 2020 nahmen ihn die Tennessee Titans unter Vertrag und entließen gleichzeitig Greg Joseph. Nachdem Gostkowski von den Titans nach der Saison 2020 nicht wieder unter Vertrag genommen, absolvierte er 2021 kein Spiel und trat schließlich während der Saison 2022 nach fünfzehn Jahren und einer hartnäckigen Knieverletzung zurück.